# Parametri orbitali di Giove
Giove orbita attorno al Sole ad una distanza media di 778 412 020 km, corrispondenti a 5,20 unità astronomiche, con un perielio di 740 762 600 km ed un afelio di 816 081 400 km; compie una rivoluzione in 11,8565 anni siderali, corrispondente a 4332,667 giorni.
L'orbita del pianeta è inclinata di 1,305° rispetto all'eclittica e di 3,12° rispetto al suo equatore, ed è caratterizzata da un'eccentricità orbitale pari a 0,04839.
La sua velocità orbitale media è di 13,07 km/s; la circonferenza orbitale misura complessivamente 4 774 000 000 km.

## Confronto fra Giove e Terra
La massa di Giove è pari a 317,938 volte quella terrestre; il suo volume è 1 408,377 volte superiore; il raggio equatoriale corrisponde a 11,209 raggi terrestri; la densità media è 0,24 volte quella della Terra e l'accelerazione di gravità (alla sommità delle nubi) è 2,34 volte superiore.
La minima distanza di Giove dalla Terra risulta essere pari a 588 milioni di chilometri e la sua distanza dal Sole vale poco più di 5 volte la distanza Terra-Sole.